# Municipio de Ingalls (Kansas)
El municipio de Ingalls (en inglés: Ingalls Township) es un municipio ubicado en el condado de Gray en el estado estadounidense de Kansas. En el año 2010 tenía una población de 609 habitantes y una densidad poblacional de 1,74 personas por km².

## Geografía
El municipio de Ingalls se encuentra ubicado en las coordenadas 37°46′24″N 100°33′6″O / 37.77333, -100.55167. Según la Oficina del Censo de los Estados Unidos, el municipio tiene una superficie total de 349.06 km², de la cual 348,94 km² corresponden a tierra firme y (0,03 %) 0,11 km² es agua.

## Demografía
Según el censo de 2010, había 609 personas residiendo en el municipio de Ingalls. La densidad de población era de 1,74 hab./km². De los 609 habitantes, el municipio de Ingalls estaba compuesto por el 92,28 % blancos, el 0,16 % eran afroamericanos, el 0,16 % eran amerindios, el 0,16 % eran asiáticos, el 6,73 % eran de otras razas y el 0,49 % eran de una mezcla de razas. Del total de la población el 14,78 % eran hispanos o latinos de cualquier raza.